# Тимофій Печерський
Тимофій

## Житіє
Святий XI-XII століття. З 1124 був ігуменом Києво-Печерської лаври. При ньому в Києві була велика пожежа, від якого згоріла значна частина міста і близько 600 церков.
В літописі від 6637 (1130 р.) року значиться, що святий Тимофей обклав золотом і сріблом раку преп. Феодосія Печерського, за кошти суздальського тисяцького, князя Георгія Симоновича, який надіслав для цієї мети 500 гривень срібла і 50 гривень золота.
Відомо, що за ігуменства Тимофія отримав постриг Нифонт, єпископ Новгородський.
Помер преподобний Тимофей у 1131-1132 р.
Мощі його зберігаються в Дальніх печерах.

## Пам'ять
Пам'ять святого шанується 10 вересня.